# Hans-Martin Linde
Hans-Martin Linde (ur. 24 maja 1930 w Werne) – szwajcarski flecista pochodzenia niemieckiego.

## Życiorys
W latach 1947–1951 studiował w konserwatorium we Fryburgu Bryzgowijskim u Gustava Schecka (flet) i Konrada Lechnera (kompozycja). Początkowo współpracował z Westdeutscher Rundfunk. Zdobył międzynarodową sławę jako wirtuoz gry na flecie prostym, występował jako solista z zespołem Cappella Coloniensis. Prowadził też własny zespół Linder Consort. Grał w duecie z Fransem Brüggenem. Od 1957 roku wykładał w Schola Cantorum w Bazylei. W latach 1976–1979 był dyrektorem konserwatorium tamże, prowadził też szkolny chór i chór kameralny. Prowadził także działalność jako dyrygent. W 1990 roku został nagrodzony Händel-Preis.
Dokonał licznych nagrań płytowych z utworami na flet prosty dawnej muzyki angielskiej oraz dzieł Antonia Vivaldiego, G.B. Sammartiniego i J.-Ch. Naudota oraz na flet poprzeczny utworów takich kompozytorów jak Jean-Marie Leclair, Karl Ditters von Dittersdorf, Johann Stamitz i Wolfgang Amadeus Mozart.
Opublikował prace Kleine Anleitung zum Verzieren alter Musik (1958) i Handbuch des Blockflötenspiels (1962).

## Wybrane kompozycje
(na podstawie materiałów źródłowych)
- Trio na flet prosty, flet poprzeczny i klawesyn (1963)
- Serenata a tre na flet prosty, gitarę i wiolonczelę (1966)
- Consort Music na 4 instrumentalistów (1972)
- Fairy Tale na flet prosty (1981)
- Music for 2 na flet prosty i gitarę (1983)
- 5 Studies na flet prosty i fortepian (1985)
- Browning na kwintet fletów prostych (1986)
- Una Follia Nuova na flet prosty (1989)
- Suite na kwartet fletów prostych (1991)
- Carmina pro Lassum na 5 fletów prostych i perkusję (1992)
- 3 Sketches na flet prosty, skrzypce i fortepian (1993)
- Koncert na flet prosty i orkiestrę smyczkową (1994)